# Michele McGuire
Michele McGuire (* nach 1950) ist eine US-amerikanische Filmproduzentin und Drehbuchautorin, die 1995 für einen Oscar nominiert war.

## Berufliches
Michele McGuire, über die außerhalb ihrer Filmtätigkeit nichts bekannt ist, stieg 1987 mit der Filmkomödie Teenwolf II als Produktionsassistentin ins Filmgeschäft ein. Ihren ersten eigenen Film produzierte sie 1993 mit dem Kurzfilm fürs Fernsehen The Witness. Der Film spielt in einem Konzentrationslager der Nazis und zeigt die Beobachtungen eines kleinen jüdischen Jungen, der mit ansehen muss, wie jüdische Gefangene von Wachen in Gaskammern begleitet werden. Im Jahr darauf entstand der Kurzfilm On Hope, den McGuire gemeinsam mit JoBeth Williams produzierte, die mit diesem Film auch ihr Debüt als Regisseurin gab. Beide wurden für und mit dem Film für einen Oscar nominiert. Die Trophäe ging jedoch zum einen an Peter Capaldi und Ruth Kenley-Letts und den Film Franz Kafka’s It’s a Wonderful Life, in dem der Schriftsteller Franz Kafka dauernd gestört wird, während er an seiner Novelle Die Verwandlung arbeitet. Zum anderen wurden Peggy Rajski und Randy Stone und der Film Trevor ausgezeichnet, deren Film das Coming-out eines homosexuellen Schülers und dessen Suizidversuch zum Inhalt hat. 
Bei der Filmkomödie Detroit Rock City war McGuire 1998 wiederum als Produktionsleiterin tätig. Der Film handelt von vier Freunden, die unbedingt an einem Konzert ihrer Lieblingsband Kiss teilhaben wollen. Für den 2006 veröffentlichten Film 9/Tenths schrieb McGuire das Drehbuch und trat als Produzentin auf. Im Mittelpunkt des Films stehen ein wohlhabendes Paar und ein armer Arbeiter, die darum kämpfen, die rechtmäßigen Besitzer einer kleinen Ranch zu sein. Durch einen Terroranschlag werden diese drei Menschen von der Zivilisation abgeschnitten.

## Filmografie (Auswahl)
– Produzentin (wenn nicht anders angegeben) –
- 1987: Teenwolf II (nur Produktionsassistent)
- 1992: Original Intent (nur Produktionsassistent)
- 1992: Fifteenth Phase of the Moon (Fernseh-Kurzfilm; nur Produktionsassistent)
- 1993: The Witness (Fernseh-Kurzfilm)
- 1993: The Last Shot (Fernsehfilm)
- 1993: Love Matters (Fernsehfilm)
- 1993: Foxy Fantasies (Fernsehserie, Folge Alphabet Girl; nur Produktionsassistent)
- 1993: Another Round (Fernsehkurzfilm; nur Autorin)
- 1994: Texan (Fernsehfilm)
- 1994: On Hope  (Kurzfilm)
- 1994: Leslie’s Folly (Fernsehfilm)
- 1999: Detroit Rock City (nur Produktionsleiterin)
- 2001: Sugar & Spice (Produktionsleiterin)
- 2006: 9/Tenths (auch Autorin)

## Auszeichnungen
CableACE Awards 1994
- Nominierung für den CableACE gemeinsam mit Robert N. Fried, Jana Sue Memel, Jonathan Sanger, Russell Smith, Thom Colwell, Bob Degus, Tom Koranda, Michael Haney, Craig Belknap, Chris Gerolmo, Tim Reilly und William Wise für und mit den dramatischen Serien The Evening Class, Traveler’s Rest und The Witness in der Kategorie „The Showtime 30-Minute Movie“

Academy Awards, USA 1995
- Oscarnominierung gemeinsam mit JoBeth Williams für und mit dem Film On Hope in der Kategorie „Bester Kurzfilm“